# 東北大学YMCA渓水寮
東北大学YMCA渓水寮（とうほくだいがくワイエムシーエーけいすいりょう）（東北大学基督教青年会館）とは、東北大学YMCA（東北大学基督教青年会）が設置・運営する自治寮である。国立大学法人東北大学とは独立している。2021年現在の理事長は東北大学大学院工学研究科教授の貝沼亮介。
定員は13名で、仙台市内の大学に在籍する大学生及び大学院生を受け入れており、宗教は問われない。寮内で寮母を雇用することで、寮食を提供している。
2027年度で廃寮することが決定。

## 沿革

### 基督教青年会の設立
東北大学YMCAは、1928年(昭和3)年4月に東北大学の学生数名が、仙台基督教青年会(現：仙台YMCA)から東北大学内にYMCAを起こすよう奨励されたことに端を発する。彼ら学生は、東北大学内のキリスト者の教員に支援を求め、当時の東北大学総長だった井上仁吉、当時法文学部長だった石原謙、堀経夫、鈴木義男、真島利行などが青年会の設立に協力した。
1928年(昭和3年)5月27日、仙台メソヂスト教会(日本基督教団仙台五橋教会)にて東北大学YMCAの設立総会が開かれた。初代会長は井上仁吉が、副会長は石原謙が努めた。

### 青年会館（寮）の設立
1933年(昭和8年)当時、東京大学YMCAや京都大学YMCAが寮を持っていたことに影響を受け、東北大学YMCAの会員だった阿部義蔵が寮の設立を主張した。その影響により数名の会員が聖公会の信愛寮を借り受ける形で共同生活を始めた。
1934年(昭和9年)東北大学YMCAの寮は基督教育児院（現：社会福祉法人仙台キリスト教育児院）内に移った。当時は育児院内の子供に日曜学校などでキリスト教の伝道をしていたという。
1935年(昭和10年)、石原謙が当時の学生の下宿の質の低さを憂い、寮の設立に意欲を示したため、東北大学YMCAと協力し東北大学YMCAの寮を設立する機運が高まる。
同年、設立のための資金を寄付により集め、W・M・ヴォーリズの設計により工事を始める。筆頭寄付者は、当時の東北大学総長だった本多光太郎だった。当時の会館は大正時代に流行した洋風会館風の見た目だったという。1935年(昭和10年)12月、旧寮が竣工した。

### 米軍による接収と解除
第二次世界大戦中、学生YMCAは解体を余儀なくされ、東北大学YMCAを含む3つのYMCAを除いて解体された。東北大学YMCAは学生寮があったこともあり存続できたが、戦後は進駐軍の影響を大きく受けた。
1945年(昭和20年)、進駐した米軍により寮が接収された。接収の影響により東北大学YMCAは寮を失い、寮生は接収解除まで一人暮らしをするようになった。
接収を解除するため、当時学生だった東北大学名誉教授の不破祐や、東北大学YMCAの理事だった中川秀恭が頻繁に進駐軍に交渉を行った。彼らの粘り強い交渉の結果、1952年(昭和27年)に特例として寮の接収が解除される。
1952年(昭和27年)の年末に、再び改築工事を行い、橋本重郎を理事長にし新たに理事に坪内為雄を迎えて寮を再建した。
また、詩篇42篇の「涸れた谷に鹿が水を求めるように 神よ、わたしの魂はあなたを求める。」に由来して、東北大学YMCA寮の愛称が「渓水寮」と定められた。

### 新寮
その後建物の老朽化に伴い、1989年(平成元年)に現在の八木山に新築移転した。その後女子の入寮希望者が現れたことにより、1997年(平成9年)より男女混住となる。2000年(平成12年)に内装改修と外壁塗装を行った。

## 著名な関係者
- 森英介[15]
- 外山義[15]
- 井上仁吉[6]
- 石原謙[16]
- 宮田光雄[17]
- 山形孝夫[17]
- 木村敏昭[18]
- 貝沼亮介[19]
- 渡辺治雄[20]